# Huy hiệu Ohio
Đại Huy hiệu Tiểu bang Ohio (tiếng Anh: The Great Seal of the State of Ohio) gồm có huy hiệu vòng tròn của Ohio và "THE GREAT SEAL OF THE STATE OF OHIO", viết chung quanh theo kiểu Gôtic báo. Huy hiệu Ohio có một bó mì, tượng trưng nông nghiệp và thịnh vượng; một bó 17 mũi tên, tượng trưng Ohio được nhận vào Hoa Kỳ là tiểu bang thứ 17; hình Núi Logan, Quận Ross, nhìn từ Đài Kỷ niệm Tiểu bang Adena; ba phần tư của Mặt Trời đằng sau núi, tỏa ra 13 tia nắng để tượng trưng 13 tiểu bang đầu tiên, chiếu sáng vào tiểu bang đầu tiên của Lãnh thổ Tây Bắc; và hình sông Scioto và sân cỏ.
Đại hội đồng Ohio, cơ quan lập pháp của tiểu bang, đã định rõ huy hiệu tiểu bang trong Bộ luật Cập nhật Ohio, chương 5, đoạn 4.  Lưu trữ ngày 11 tháng 3 năm 2007 tại Wayback Machine Đại Huy hiệu được định rõ vào đoạn 10.  Lưu trữ ngày 11 tháng 3 năm 2007 tại Wayback Machine Định nghĩa này thay đổi khoảng 10 lần trong lịch sử Ohio.